# Col·legi Oficial de Metges de Lleida
Col·legi Oficial de Metges de Lleida és una corporació de Dret Públic de caràcter professional que fou constituïda el 1898 a Lleida. Hi ha de pertànyer obligatòriament tots els llicenciats en medicina que exerceixin la professió dins l'àmbit territorial de la província de Lleida, en qualsevol de les seves modalitats, sigui de manera independent o bé al servei de les diferents administracions públiques existents, o d'institucions dependents d'elles, o de qualsevol altra entitat pública o privada.
El Col·legi Oficial de Metges de Lleida assumeix, entre d'altres, i en el seu àmbit territorial les funcions següents: la representació dels metges col·legiats, de tots aquells que exerceixin la professió mèdica al territori del Col·legi Oficial de Metges de Lleida, segons la legislació vigent i els mateixos Estatuts, davant les autoritats i els organismes públics, i també davant d'entitats privades o particulars en la defensa dels interessos professionals i el prestigi de tots els col·legiats o qualsevol d'ells. També vetlla per la igualtat de drets i deures dels seus dels seus col·legiats, així com la solidaritat i ajuda mútua.
Va rebre la Creu de Sant Jordi el 2004.